# Лос-Катиос (национальный парк)
Национальный парк Лос-Кати́ос (исп. Parque nacional natural de Los Katíos) — национальный парк в Колумбии. Парк расположен на северо-западе страны и занимает площадь 720 км². Парк является частью Дарьенского пробела на территории Панамы и Колумбии и граничит с национальным парком Дарьен в Панаме. Панамериканское шоссе проходит возле парка. С 1994 года парк входит в список Всемирного наследия по причине большого биоразнообразия растений и животных. К примеру, в парке обитают до 25 % видов птиц Колумбии, хотя его площадь составляет менее 1 % площади страны.
В июне 2009 года ЮНЕСКО добавило парк в список объектов Всемирного наследия, находящихся в опасности. Это было сделано по просьбе колумбийского правительства, которое таким образом надеялось получить международную поддержку в борьбе с незаконным обезлесением парка, наносящим ему большой ущерб.

## География и климат
Среднегодовое количество осадков составляет от 2000 до 4500 мм. Среднегодовая температура — 27° C; влажность очень высокая и составляет от 75 % до 95 %. Летний сезон сухой и непродолжительный по сравнению с другими временами года, длится с декабря по март.
Парк состоит из пойм около реки Атрато, составляющих 47 % его территории, и небольших холмов высотой от 250 до 600 метров, являющихся частью цепи Серранья-дель-Дарьен и занимающих оставшуюся площадь парка. Поймы подразделяются на высокие террасы, которые почти не затоплены, и на аллювиальные террасы, затопленные на протяжении большей части года. Река Атрато считается одной из самых быстрых в мире, поскольку её расход воды у впадения в Карибское море составляет около 4900 м³/с. В почвы горных районов парка поступает намного меньше воды, поэтому земля там значительно менее плодородна, чем на равнинах.

## Экосистема
Количество осадков в верхней части парка предотвращает слишком большое распространение позвоночных животных в этой области, но в целом в парке обитает около 550 известных видов животных, и многие классы, за исключением рыб, представлены в достаточном разнообразии и с наличием эндемиков. В парке обитают такие находящиеся под угрозой виды, как гигантский муравьед, центральноамериканский тапир, кустарниковая собака. Большинство видов обитают в горных районах парка и не находятся под угрозой вымирания, но их популяции являются уязвимыми для любого негативного вмешательства извне по причине малого количества особей. В районе парка обитает более 450 видов птиц, что составляет четверть и половину всех встречающихся видов в Колумбии и Панаме соответственно. В парке обитает большое количество рептилий и земноводных.
Флора в болотистой местности, занимающей почти половину парка, делится на три типа: тропические дождевые леса, флора низменностей и уникальный растительный покров подтопленной земель, характеризующийся значительным количеством растения эйхорния.
Лос-Катиос является местом произрастания одних из самых разнообразных лесов на Земле. На средних высотах здесь произрастают леса, похожие на туманные, и деревья в них частично покрыты папоротниками и эпифитами. Местные дождевые леса характеризовались, как считается, интенсивным видообразованием. Горы, расположенные в южной части Дарьенского перешейка, соединяющего Южную и Центральную Америку, предотвратили смешение флоры и фауны между двумя материками во время третичного периода и плейстоцена. Предполагается, что это стало спасением для многих местных видов от вымирания и стало одной из причин, по которой эта область является единственной в Южной Америке, которая отличается таким же таксономическим разнообразием, как Центральная Америка. На 1995 год в парке было описано около 670 видов растений, четверть из которых были эндемиками.
Дарьенские дождевые леса считается примером очень большого генетического биоразнообразия. Растения, насекомые, рыбы и птицы парка изучаются учёными ряда научно-исследовательских институтов. Хотя в целом район считается труднодоступным и даже ещё не исследованным полностью, его посещает несколько сотен человек каждый год.